# Сочувствие (памятник)

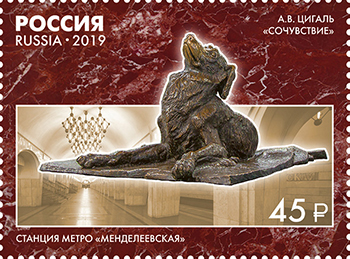
Почтовая марка России 2019 года, посвящённая памятнику «Сочувствие»

Памятник «Сочувствие» — находится между входом и выходом станции московского метро «Менделеевская», посвящён гуманному отношению к бродячим собакам.
Установлен 17 февраля 2007 года.
Авторы памятника — скульптор Александр Цигаль, художник-анималист Сергей Цигаль, архитектор Андрей Налич и дизайнер Петр Налич.
Скульптура представляет собой беспородную собаку, которая мирно лежит на постаменте, почёсывая задней лапой ухо.
Надпись на памятнике гласит: «Сочувствие. Посвящается гуманному отношению к бродячим животным».
Памятник посвящён бродячему псу по кличке Мальчик, жившему в подземном переходе у станции метро «Менделеевская» в период действия в городе методики ОСВВ, предусматривавшей свободное нахождение безнадзорных собак на улицах и погибшему в результате конфликта в 2001 году.
Инцидент произошёл, когда собаковод Юлиана Романова (Волкова) зашла в подземный переход вместе со своим стаффордширским терьером. Мальчик, по версии издания «Родная газета», не пускал других собак в переход. Исключением была лишь сука рыжего окраса, с которой он спаривался в период течки. Мальчик был конфликтным животным и накануне происшествия вёл себя агрессивно, из-за чего охранники перехода держали его в незаконно сооружённой ими будке, но в трагический день они выпустили его на свободный выгул.
Бродячий пес облаял породистую собаку Романовой. Произошла словесная перепалка Романовой с владельцем торговых палаток по имени Мамука, который попытался разнять сцепившихся собак, после чего Романова достала нож из сумки и заколола Мальчика.
После серии публикаций в СМИ, осуждавших поступок Романовой, было возбуждено уголовное дело. Суд направил Романову на принудительное лечение в психиатрический стационар сроком на 1 год.
После смерти Мальчика в переходе стали жить две другие бродячие собаки по кличкам Рыжик и Тошка. Восемь лет спустя, в 2009 году, городские власти Москвы возобновили прекращённый в конце 1990-х гуманный безвозвратный отлов собак с помещением их в муниципальные приюты.

## История создания

### Версия литератора Ирины Озёрной
17 января 2002 года в газете «Известия» появился материал нештатного журналиста-литератора, вегана и борца за права животных Ирины Озёрной. Статья называлась «Убили Мальчика. Трагедия в московской подземке». В ней описывался инцидент, произошедший в декабре 2001 года в подуличном переходе московской станции метро «Менделеевская», в результате которого погибла бродячая собака. По словам автора материала, Мальчиком звали «черно-жёлтого беспородного пса величиной с крупную овчарку».
Статья в «Известиях» изобиловала дефинициями «живодёр», «убийца». Романова была названа автором статьи «девочкой», которая заранее планировала «поохотиться» и «заранее приглядела жертву». Позднее Озёрная призналась:
Я  собаку эту видела ещё щенком. Я ходила мимо, наблюдала: есть собака, ей тут хорошо, её кормят, вместе с охранниками охраняет переход. А потом я увидела, что собаки нет (...) И я потеряла покой. Написала статью в «Известия». Не головой, не руками написала — всем телом

### Версия «Родной газеты»
«Родная газета» представила несколько иную версию произошедшего. Как отмечает журналист, бродячая собака была конфликтной:
Мальчик считал территорию перехода станции своим домом, следил за порядком, не пускал сюда других собак
После того как в переходе появилась Романова со своим стаффордширским терьером на поводке, завязалась собачья драка. Причём по физическим параметрам Мальчик не уступал собаке Романовой. В драку вмешался владелец торгового павильона по имени Мамука, который применил физическое воздействие против стаффордширского терьера. Лишь после этого Романова достала нож и заколола бродячую собаку.
Как отмечала газета, после того как погиб «Мальчик», в этом переходе продолжали жить бродячие собаки по кличкам Рыжик и Тошка, к которым регулярно приходили зоозащитники с целью покормить.

### Реакция зоозащитников и мастеров искусств
Публикации в прессе вызвали общественный резонанс. Как отмечает «Родная газета», инициатором уголовного процесса против Романовой выступили литератор Ирина Озёрная и адвокат Екатерина Полякова.
Группа зоозащитников и мастеров искусств направила письма в адрес руководителей страны с требованием наказать героиню материала. Против неё было возбуждено уголовное дело по факту жестокого обращения с животными, и она была направлена на принудительное лечение в психиатрическую больницу сроком на один год.
По предложению Ирины Озёрной и при содействии артистов эстрады и театральных деятелей был начат сбор средств на создание памятника.
Был создан совет попечителей, который возглавила певица и борец за права бродячих животных Елена Камбурова. В совет также вошли:

| 1. Аркадий Арканов, 2. Белла Ахмадулина, 3. Элина Быстрицкая, 4. Валентин Гафт, 5. Геннадий Гладков, 6. Григорий Гладков, 7. Владимир Дашкевич, 8. Армен Джигарханян, 9. Евгений Евтушенко, 10. Фазиль Искандер, 11. Людмила Касаткина, 12. Анатолий Ким, 13. Евгений Колобов, | 1. Сергей Колосов, 2. Юрий Куклачёв, 3. Михаил Левитин, 4. Андрей Макаревич, 5. Ольга Остроумова, 6. Любовь Полищук, 7. Юрий Соломин, 8. Юрий Шевчук, 9. Юрий Яковлев, 10. Станислав Маркелов, 11. Генрих Падва, 12. Генри Резник, 13. Сергей Середа. |

Куратором проекта стала автор статьи в «Известиях» Ирина Озёрная.
Деятели культуры обратились к руководителю Московского метрополитена Дмитрию Гаеву с просьбой поддержать их идею установить памятник в подуличном переходе станции.
Бронзовая скульптура отлита на добровольно пожертвованные средства.
На открытии памятника присутствовали: Елена Камбурова, Сергей Юрский, Людмила Касаткина, Андрей Макаревич, Вениамин Смехов, Олег Анофриев, Михаил Ширвиндт.
По мнению инициаторов установки и создателей памятник должен стать символом уважения ко всем живым существам, символом протеста против бесчеловечного обращения с бродячими животными.
Отмечен Объединением московских скульпторов как один из лучших памятников 2007 года.